# Galvezia lanceolata
Galvezia lanceolata är en grobladsväxtart som beskrevs av Francis Whittier Pennell. Galvezia lanceolata ingår i släktet Galvezia och familjen grobladsväxter. Inga underarter finns listade i Catalogue of Life.